# Venter praecepta non audit
Venter praecepta non audit (лат. изговор: вентер прецепта нон аудит.) Трбух не слуша заповјести. (Сенека)

## Латинска изрека другачије
Venter caret auribus (лат. изговор: вентер карет аурибус) срп. Трбух нема ушију. Плутарх

## У српском језику
У српском језику се каже: 
| „ | Глад очију нема! | ” |

## Поријекло изреке
„Venter praecepta non audit“ је изрекао Луције Енеј Сенека (лат. Lucius Annaeus Seneca) римски књижевник у смјени старе и нове ере.

## Значење
Највиша заповјест је глад. Трбух-стомак једино њу слуша.